# Vatnsoyrar
Vatnsoyrar [vatnsɔiɹaɹ] és un poble de l'illa de Vágar, a les illes Fèroe. Forma part del municipi de Vágar juntament amb les localitats de Sandavágur i Miðvágur, que en fa les funcions de capital. L'1 de gener del 2020 tenia 44 habitants.
La localitat se situa a la riba nord del llac Leitisvatn, el més gran de l'arxipèlag, en una zona d'orografia plana. Creuen el poble els rius Grótvalaá i Sjatlá, el qual desemboca al llac. La carretera 40 passa per Vatnsoyrar; és la carretera que porta a l'aeroport de les Illes Fèroe, que està molt a prop del poble. Miðvágur a l'est i Sørvágur a l'oest són les dues localitats més properes, a uns 5 km de distància de Vatnsoyrar cada una. És l'únic poble de les Illes Fèroe que no es troba al costat del mar.
Vatmsoyrar va ser fundat el 1921 i és, per tant, un dels assentaments més nous de l'arxipèlag. Durant la Segona Guerra Mundial la RAF va utilitzar el llac per als seus hidroavions.
Al poble hi ha un campament per a nens i joves de la comunitat cristiana dels Germans de la Plymouth.
Vatnsoyrar disposa d'un petit museu del motor (Vatnsoyra Bilasavn) amb, entre altres coses, un model Ford T de 1915 i un camió Ford Model TT de 1922, els primers tipus de cotxes que es van utilitzar a les Illes Fèroe. Més enllà d'això, hi ha una fàbrica per a portes i finestres (Vatnsoyra Snikkaravirki).